# Bosbury
Bosbury – wieś w Anglii, w hrabstwie Herefordshire. Leży 19 km na wschód od miasta Hereford i 173 km na zachód od Londynu.